# Emma
Emma es una novela cómica escrita por Jane Austen, en inglés, publicada por primera vez en 1815 por el editor John Murray, sobre los peligros de malinterpretar el romance. El personaje principal, Emma Woodhouse, es descrito como "hermosa, lista y rica" pero también es bastante mimada. Antes de comenzar la novela,  Austen escribió: "Voy a elegir una heroína que, excepto a mí, no gustará mucho".

## Sinopsis
Emma Woodhouse es una joven en la Inglaterra de la Regencia. Vive con su padre, un hipocondríaco caracterizado principalmente por su excesiva preocupación por la salud y el bienestar de aquellos a los que ama. La señorita Woodhouse está empeñada en hacer de casamentera de sus amistades y relaciones. Pero al ocuparse de los asuntos de sus amigas se olvida de atender sus propios sentimientos. El amigo de Emma y la única persona que la critica es el caballeroso señor Knightley, su "vecino" y cuñado (hermano del marido de su hermana), dieciséis años mayor que ella. 
Cuando su institutriz, la señorita Taylor, que era prácticamente su amiga y confidente, decide casarse, Emma se queda sola ante sus propios sentimientos. Emma, pagada de sí misma, cree que el matrimonio se debe a ella, por haber sido quien presentó a la señorita Taylor su futuro marido, el señor Weston. Emma se enfrenta a un vacío en su vida y con un gran dilema: cómo ayudar a los demás a tener una vida tan perfecta como la suya. 
En contra del consejo de Knightley, busca posibles novios para su nueva amiga, Harriet Smith, una joven sencilla y modesta, alejada del estilo de vida de la alta sociedad. Es una dulce chica de 17 años, no muy brillante, descrita como "la hija natural de alguien". La convence para que rechace un ventajoso matrimonio con un respetable y joven granjero, el señor Martin, pues Emma quiere emparejarla con el vicario local, el señor Elton. Su intriga casamentera va mal cuando resulta que el señor Elton, un trepador social, quiere casarse con la propia Emma. Después de que Emma rechace su proposición, el señor Elton se va de vacaciones. Harriet se imagina que está con el corazón destrozado, aunque Emma hace todo lo que puede por convencerla de que el señor Elton (que se revelará más arrogante y pomposo conforme avanza la historia) está por debajo de ellas dos.
Un acontecimiento interesante para Emma es la llegada al vecindario de Frank Churchill, el hijastro de la señora Weston, a quien ella no conocía pero por quien siente interés desde hace tiempo. El señor Elton regresa con otra recién llegada, una esposa vulgar que se convierte en parte del círculo social de Emma, aunque ambas mujeres se odian. Un tercer personaje es Jane Fairfax, la reservada pero bella sobrina de la empobrecida vecina de Emma, la locuaz señorita Bates (otro personaje cómico que sirve para aligerar la escena). Jane, que tiene muchas dotes
musicales, es el orgullo y alegría de la señorita Bates; a Emma, sin embargo, no le gusta, y envidia su talento. Jane ha vivido con la señorita Bates hasta los nueve años. El coronel Campbell, un amigo de su padre que estaba en deuda con él por haberle atendido durante una peligrosa enfermedad que amenazaba su vida, acogió entonces en su casa a Jane, quien se hizo amiga íntima de su hija y recibió una educación de primera clase. Al casarse la señorita Campbell, Jane regresó entre sus familiares para preparar (con temor) su futuro, que es ganarse la vida como institutriz.
En su deseo de encontrar algún defecto en Jane - y también para encontrar algo con lo que divertirse en esta villa encantadora pero aburrida - a Emma le da por compartir la fantasía inventada por Frank de que a Jane le gustaba el marido de la señorita Campbell, el señor Dixon, y que es por esta razón por la que tuvo que regresar a casa, en vez de irse a Irlanda a visitarlos. La sospecha de Emma crece al llegar un piano para Jane por parte de un benefactor misterioso y anónimo.
La trama se complica pues Emma intenta enamorarse de Frank simplemente porque todo el mundo dice que hacen una buena pareja. Frank salva a Harriet de una banda de gitanos, por lo que Emma decide que es más adecuado para su protegida. 
La señora Weston se pregunta si al viejo amigo de Emma, el señor Knightley, podría gustarle Jane. Emma rápidamente decide que no quiere que él se case con nadie, pero más que investigar sus propios sentimientos, ella alega que quiere que su sobrino Henry herede la propiedad familiar.
Sólo el señor Knightley, hombre de temple y aplomo probados, se atreve a recriminar los errores de Emma, y será este quien ponga fin a la confusión que Emma ha provocado. Reprende a Emma por insultar desconsideradamente a la señorita Bates en el pícnic de Box Hill. Es entonces cuando ella, finalmente, reconoce sus propias limitaciones, e intenta enmendarse. Emma descubre que Jane y Frank llevan secretamente prometidos casi un año. Cuando Harriet le confía que cree que el señor Knightley está enamorado de ella, los celos fuerzan a Emma a darse cuenta de que es ella quien le ama. Poco después, el señor Knightley propone matrimonio a Emma, Harriet se reconcilia con su joven granjero y todo el mundo vive feliz para siempre.

## Personajes principales
Emma Woodhouse, una joven de 21 años, protagonista de la historia. Es guapa, bulliciosa, intelectual y está muy mimada. Aunque ha jurado no casarse nunca, le encanta urdir matrimonios para el resto. Emma se empeña en manipular a todos los que la rodean, pero, naturalmente, comete muchos errores y ocasiona enredos y situaciones embarazosas. Es sólo al final de la novela cuando Emma se da cuenta de que está enamorada de su viejo amigo, George Knightley. 
El señor George Knightley, concuñado de Emma, que tiene unos 37 años. Está entre las pocas personas que encuentran algún defecto en Emma. Knightley es muy respetado y considerado, todo un caballero, dotado de seriedad e inteligencia y que no tolera frivolidades. Es el modelo a partir del cual Emma mide a todos los hombres de su vida. Suele discutir constantemente con la señora Weston debido a la educación malcriada de Emma, por quien siente un gran y profundo afecto. Al final el señor Knightley se casa con la señorita Emma Woodhouse.
El señor Woodhouse, padre de Emma. Es un hipocondríaco egoísta, amable y exigente al que su hija atiende con paciencia y buen humor para poder mantener su independencia.
El señor Frank Churchill, un hombre amigable que consigue gustar a todo el mundo excepto al señor Knightley, quien lo considera bastante inmaduro. Frank lo pasa bien bailando y con la música y le gusta vivir plenamente. Frank puede verse como una versión menos malvada de personajes de otras novelas de Austen, como el señor Wickham de Orgullo y prejuicio o Willoughby de Sentido y sensibilidad. 
Jane Fairfax, una huérfana cuya familia se reduce a su tía, la señorita Bates y a su abuela materna, la señora Bates. Es considerada una mujer muy elegante con las mejores maneras, muy bien educada y con un talento excepcional para cantar y tocar el piano; de hecho, es la única persona a la que Emma envidia.
Harriet Smith, joven amiga de Emma, una chica muy hermosa que se deja manipular fácilmente por otros, especialmente por Emma. Es la hija ilegítima de un hombre rico pero que nunca fue reconocida (no obstante, en el último capítulo se puede saber que es la hija de un comerciante bastante rico y decente). Harriet fue educada en una escuela cercana; al principio de la novela, Emma la toma bajo su protección, y se convierte después en el objeto de algunos de sus nefastos intentos casamenteros. Harriet inicialmente rechaza una propuesta de matrimonio por parte del joven granjero reputado Robert Martin, debido a la creencia de Emma de que él se encuentra por debajo de ella, a pesar de los propios orígenes humildes de Harriet. Al final, Harriet y el señor Martin se casan.
Philip Elton es un guapo y ambicioso joven vicario anglicano. Emma quiere que él se case con Harriet pero este quiere casarse con Emma. El señor Elton muestra su naturaleza materialista casándose rápidamente con otra mujer con recursos después del rechazo de Emma.
Augusta Elton es la esposa rica del señor Elton, de carácater mordaz. Queda retratada como una mujer muy pretenciosa que siempre quiere ser el centro de atención y que no gusta ni a Emma ni a su círculo. Trata con condescendencia a Jane, lo que hace que ésta consiga la simpatía de todos.
La señora Weston, antes señorita Taylor, fue la institutriz de Emma durante dieciséis años y sigue siendo su mejor amiga y su mayor confidente. Se casó con el señor Weston, un viudo rico en el capítulo inicial. Actúa como un sucedáneo de madre para Emma y, ocasionalmente, como una voz de moderación y razón.
La señorita Bates, una solterona cuya madre es amiga de la del señor Woodhouse. Emma al principio se lleva bien con ella pero obligada por la aptitud durante una salida campestre de amigos de la Señora Elton, Emma la ridiculiza y la desprecia por ser solterona y pobre, lo cual es reprochado por el señor Knightley, que la reprende por su actitud y tendrá que enmendarlo lo antes posible.
También está Isabella, hermana de Emma casada con el hermano del señor Knightley, John, con el que tiene cinco hijos (tres hijos y dos hijas), y Henry, el campesino.

## Crítica y temas

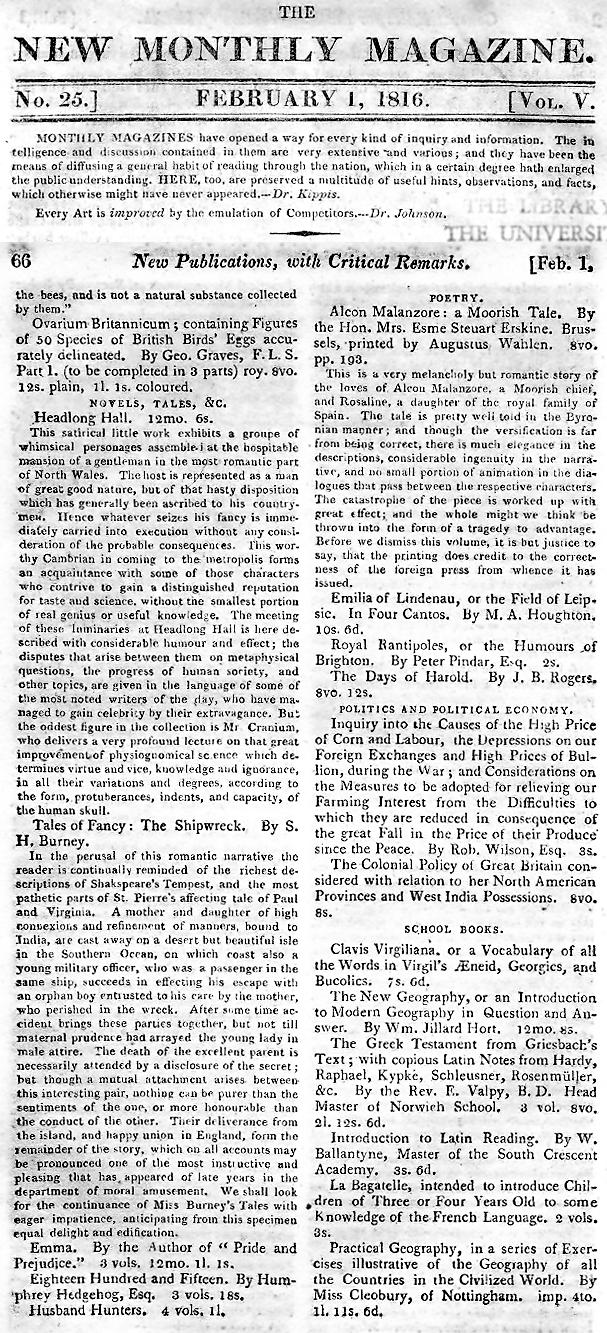
La New Monthly Magazine del 1 de febrero de 1816. El espacio que le da a las noticias de "Novels, Tales, &C." en la primera columna ilustra qué poco mérito se atribuía a las novelas de Austen a juicio de al menos algunos de sus contemporáneos.

En esta novela, la típica ironía de Jane Austen es más sutil que en las precedentes Sentido y sensibilidad y Orgullo y prejuicio. Le falta la comicidad continua y la aparente espontaneidad de Orgullo y prejuicio". Pero ha de reconocerse que está construida con gran habilidad además de poseer un estudio de personajes más complejo, y una actitud más profunda y posiblemente, más benévola para con los actores en escena".
Emma Woodhouse es la primera heroína de Jane Austen que no tiene problemas financieros, lo que, según dice a la ingenua señorita Smith, es la razón por la que no quiere casarse. Esta es una gran diferencia con las otras novelas de Austen, en las que la lucha por casarse es el foco principal de la historia. Los amplios recursos financieros de Emma son uno de los factores que hacen de esta novela más ligera que los anteriores trabajos de Austen. Las perspectivas de Jane Fairfax, en cambio, son sombrías.
Emma permanece sorprendentemente inmune a la atracción romántica y el deseo sexual. En contraste con heroínas de Austen como Elizabeth Bennet y Marianne Dashwood, que se sienten atraídas por el hombre equivocado antes de asentarse con el correcto, Emma no muestra ningún interés romántico en los hombres que conoce. Queda genuinamente sorprendida y de alguna manera repugnada cuando el señor Elton le declara su amor. Su capricho por Frank Churchill representa más el deseo de un poco de drama en su vida que un verdadero amor romántico. Es totalmente incapaz de comprender el afecto en ciernes entre Harriet y Robert Martin; interpreta su posible matrimonio sólo en términos de acuerdos financieros y ambición social. Sólo después de que Harriet Smith revele su interés en el señor Knightley se da cuenta Emma de sus propios sentimientos hacia él. Se casará con el señor Knightley y este le proporcionará "una solidez de principios de la que hasta entonces ella ha carecido".
En estos dos aspectos, Emma se diferencia notablemente de otras heroínas de Austen. Pero se parece a Elizabeth Bennet y Anne Elliot, entre otras, en que es una joven inteligente con poco que hacer y ninguna capacidad de cambiar su ubicación o su rutina diaria. Aunque su familia la quiere y sus circunstancias económicas son cómodas, su vida cotidiana es realmente aburrida, y tiene pocos compañeros de su propia edad cuando comienza la novela. Sus determinadas e ineptas intrigas por casar a la gente pueden representar una muda protesta contra la estrecha perspectiva vital de una mujer rica, especialmente de una mujer soltera y sin hijos.
Las cuestiones morales encuentran explicación en la actuación social de los personajes. Así, el vanidoso señor Elton se niega a bailar con Harriet porque es ilegítima; entonces el señor Knightley, poco bailón, la saca de inmediato.
En una lista acerca de las mejores 20 novelas de la literatura universal aparece "Emma" de Jane Austen en el puesto 19; antes de Cien años de soledad, de Gabriel García Márquez, que es la que cierra la lista.[cita requerida]

## Adaptaciones para el cine, la televisión y otros medios
Emma ha sido objeto de muchas adaptaciones, entre ellas : 
- 1967: Emma, serie española de televisión, con  Manuel Aguado, Lola Cardona, Miguel Aguado, Ana María Vidal, Luisa Sala, Pepe Martín y Lola Herrera como Emma.
- 1972: Emma, serie de televisión, con Doran Godwin como Emma.
- 1995: Clueless, adaptación cinematográfica moderna, con Alicia Silverstone como Cher Horowitz (Emma).
- 1996: Emma, película, con Gwyneth Paltrow como Emma.
- 1996: Emma, adaptación para televisión, con Kate Beckinsale como Emma.
- 2005: Emma, libro en inglés, para Macmillan Readers.
- 2009: Emma, miniserie en HD de BBC, con Romola Garai con Emma y Jonny Lee Miller como Mr. Knightley. Fue lanzada el 10 de octubre de ese año.
- 2010: Aisha, adaptación moderna de Bollywood con Sonam Kapoor como Aisha Kapoor (Emma).
- 2011: Emma, cómic de 5 números, adaptación de Nancy Butler con dibujos de Janet K. Lee, para Marvel Comics.
- 2020: Emma, película, con Anya Taylor-Joy como Emma y Johnny Flynn como Mr. Knightley.